# Tryfonowski Monaster Zaśnięcia Matki Bożej w Kirowie
Tryfonowski Monaster Zaśnięcia Matki Bożej – prawosławny męski klasztor w Kirowie.
Twórcą wspólnoty monastycznej był późniejszy święty mnich Tryfon Wiacki; w 1580 car Iwan IV Groźny wydał zgodę na budowę klasztoru. Był to jeden z najstarszych klasztorów w regionie wiackim i zarazem jeden z najważniejszych ośrodków prawosławnego życia religijnego na tym terenie. Początkowo główną świątynią klasztorną był drewniany sobór Zaśnięcia Matki Bożej z sześcioma kopułami. Oprócz niego kompleks monasterski składał się z refektarza, szpitala (każdy budynek z domową cerkwią), budynku mieszkalnego z czternastoma celami mnichów, biblioteki, obiektów gospodarczych, drewnianej kaplicy nad uważanym za święte źródłem oraz dzwonnicy. Całość otaczał mur obronny z bramą wjazdową, nad którą zlokalizowano nadbramną cerkiew św. Mikołaja. 26 maja 1684 arcybiskup wiacki i wielkopermski poświęcił kamień węgielny pod nowy sobór monasterski, zbudowany w ciągu pięciu lat przez dwustu robotników kierowanych przez Isaję Złygostiewa.
We wnętrzu soboru zachował się powstały w latach 1894–1896 pięciorzędowy ikonostas, wyrzeźbiony przez mistrza Szyszkina z Kalazina, z ikonami grupy ikonografów pracujących pod kierunkiem Ł. Pariłowa z Paliecha, które dołączono do starszych ikon z XVI i XVII wieku. Jedną z nich jest czczona lokalnie kopia ikony Matki Bożej „Cierpiąca”. W soborze umieszczono rakę z relikwiami św. Tryfona Wiackiego oraz egzemplarz Ewangelii, który według tradycji został przepisany przez świętego.
Nadbramna cerkiew św. Mikołaja została wzniesiona w stylu moskiewskiego baroku. W XVIII stuleciu do pierwotnego zespołu budynków klasztornych dobudowano nową cerkiew Zwiastowania (w 1728), wzniesioną na miejscu najstarszego soboru, obiekt mieszkalny dla przełożonego monasteru oraz większy budynek z celami dla mnichów.
Po rewolucji październikowej monaster został zamknięty, a znaczna część jego zabudowań rozebrana. Do reaktywacji życia monastycznego doszło po rozpadzie ZSRR.
W 2010 w soborze monasterskim został pochowany metropolita wiacki i słobodzki Chryzant (Czepil).